# Eugen Hmaruc
Eugen Hmaruc (rusă Евгений Хмарук, n. 13 iunie 1977, Tiraspol) este un fost fotbalist internațional din R. Moldova. 